# حوزه انتخابیه مهاباد
حوزهٔ انتخابیه مهاباد یکی از ۱۰ حوزه از حوزه‌های استان آذربایجان غربی برای انتخابات مجلس شورای اسلامی است. این حوزه به مرکزیت شهر مهاباد، یک نماینده دارد.

## نمایندگان

### دورهٔ دوازدهم
1. سلام ستوده[۱]

### دورهٔ یازدهم
1. جلال محمودزاده

### دورهٔ دهم
1. جلال محمودزاده

### دورهٔ نهم
1. عثمان احمدی

### دورهٔ هشتم
1. جلال محمودزاده

### دورهٔ هفتم
1. جعفر آئین پرست

### دورهٔ ششم
1. رحمان بهمنش

## پی‌نوشت و منبع
1. ↑  «نتایج انتخابات مجلس شورای اسلامی در آذربایجان غربی - اورنا نیوز». urnanews.ir. دریافت‌شده در ۲۰۲۴-۰۴-۰۱.

- «جدول حوزه‌های انتخابیه در انتخابات نهمین دورهٔ مجلس شورای اسلامی» (PDF). مرکز پژوهش و سنجش افکار صدا و سیما. بایگانی‌شده از اصلی (PDF) در ۵ اكتبر ۲۰۱۸. دریافت‌شده در ۱ ژوئن ۲۰۱۶. تاریخ وارد شده در |archive-date= را بررسی کنید (کمک)